# MODOK (série télévisée d'animation)
MODOK est une série télévisée d'animation en volume pour adultes américaine en dix épisodes de 24 minutes créée par Jordan Blum et Patton Oswalt mettant en scène le personnage MODOK de Marvel Comics créé par Stan Lee et Jack Kirby en 1967. La série est diffusée depuis le 21 mai 2021 sur Hulu, et sur Disney+ dans les pays francophones[réf. souhaitée].

## Synopsis
Le super-vilain MODOK (Mental Mobile Mechanized Organism Designed Only for Killing) doit gérer le fait qu'il a été écarté de sa compagnie AIM (Advanced Idea Mechanics) après qu'elle a fait faillite ainsi que sa famille tout en faisant face à une crise de milieu de vie,.

## Distribution

### Personnages principaux
|                                                                          |  |  |
| Patton Oswalt (gauche) est l'interprète de MODOK (droite) dans la série. |  |  |

- Patton Oswalt (VF : Emmanuel Curtil)[5] : George Tarleton / MODOK[2]
- Aimee Garcia (VF : Fily Keita)[5] : Jodie Ramirez-Tarleton[2]
- Ben Schwartz (VF : Julien Crampon)[5] : Louis « Lou » Tarleton[2]
- Melissa Fumero (VF : Léopoldine Serre)[5] : Melissa Tarleton[2]
- Beck Bennett (VF : Valentin Merlet)[5] : Austin Van Der Sleet[2]
- Jon Daly (VF : Hervé Rey)[5] : Super-Adaptoid[2]
- Sam Richardson (VF : Mike Fédée)[5] : Garfield « Gary » Garoldson[2]
- Wendi McLendon-Covey (VF : Emmanuelle Rivière)[5] : Monica Rappaccini (en)[2]

### Invités
- Jon Hamm (VF : Bernard Gabay) : Tony Stark / Iron Man[6]
- Nathan Fillion (VF : Damien Ferrette) : Simon Williams / Wonder Man[6],[7]
- Whoopi Goldberg (VF : Maïk Darah) : Poundcakes[8]
- Bill Hader (VF : Stéphane Ronchewski) : David Alan Angar / Angar the Screamer et Samuel Sterns / Le leader
- Kevin Michael Richardson : Mister Sinister
- Meredith Salenger : Madame Masque
- Zara Mizrahi : Carmilla Rappaccini (en)
- Chris Parnell (VF : Fabrice Josso) : Alvin Healy / Tenpin
- Eddie Pepitone (VF : Pierre Margot) : Bruno Horgan / Melter
- Jonathan Kite : Tatterdemalion (en)
- Alan Tudyk (VF : Jérôme Pauwels) : Arcade

 Source et légende : version française (VF) sur RS Doublage

## Production
Le 13 mai 2022, la série est annulée.

## Épisodes
Les dix épisodes ont été diffusés le 21 mai 2021 sur Hulu.
1. La Grosse tête (If This Be… M.O.D.O.K.!)
2. Le MODOK oublié par le temps! (The M.O.D.O.K. That Time Forgot!)
3. Prenez garde au portail ! (Beware What from Portal Comes!)
4. Un samedi entre mecs (If Saturday Be… For the Boys!)
5. La Bureaucratie aura ta peau ! (If Bureaucracy Be… Thy Death!)
6. La Grande guerre de la Bar Mitzvah (Tales from the Great Bar-Mitzvah War!)
7. Le Relooking (This Man… This Makeover!)
8. Liens du sang et jus de robot (O, Were Blood Thicker Than Robot Juice!)
9. Plus d'un tour dans son sac ! (What Menace Doth the Mailman Deliver!)
10. MODOK vers le futur (Days of Future M.O.D.O.K.s)